# Jopet Show
Jopet Show es un programa finlandés de sketches protagonizada por el comediante Jope Ruonansuu, Mika Räinä y Jukka Toivonen en el canal de televisión finlandés YLE TV2.

## Sketches (Temporada 1)
- Puhuva Pää (La cabeza parlante)
- Aulis Gerlander
- Keksijä (El inventor)
- Ylilääkäri Irvi Tapani Kaikkonen (Doctorado Irvi Tapani Kaikkonen)
- Armeijan eversti (Un coronel en el ejército)
- Sivupersoonamies Risto (Risto el hombre con el otro yo)
- Ennustaja Tollo Peloton (El futuro Teller Tollo Peloton)
- Kitaransoittaja/säveltäjä (El guitarrista/compositor)
- Pizza-Peku (El hombre turco que tenía una pizzería)
- Dilledong! (Dilledong, una parodia del show interactivo finlandés Ring-A-Ling)
- Lehteä lukeva ruma tyttö (Una pequeña chica fea leyendo una revista)
- Lentokapteeni Saikkonen (Capitán Saikkonen)
- Pepe Puputti, kirjailija Kiuruvedeltä (Pepe Puputti, un autor de Kiuruvesi)
- Virolainen radioasema (Una estación de radio de Estonia)
- Kansantaloustieteen erikoistutkija Tenho Lepakko ohjelmassa Tietovuoto (El investigador especial de Economía Tenho Lepakko en el show Tietovuoto).
- Miehet hississä (Dos hombres en un ascensor)

## Sketches (Temporada 2)
- Homopoliisit (Dos oficiales de policía homosexuales)
- Chatjuontajat (El moderador del chat)
- Uutistenlukija (El presentador de noticias, el siempre dice Tä? (En español huh?)
- Remu Aaltonen
- Psykiatri (Psiquiatra)
- Maksastapuhuja (El ventrílocuo)
- Käytettyjen autojen myyjä (El vendedor de cartas usadas)
- Mainostentekijät (Los anunciantes)
- Vissymies (Un hombre bebiendo agua Vichy)
- Teinit (Los niños adolescentes)

## Sketches (Temporada 3)
- Yeltsin (Yeltsin es un loco viviente de Rusia, en una cantera de grava cerca de una planta de energía nuclear, que habla mucho, pero cuyo discurso no se puede entender).